# The Natural World Trilogy
The Natural World Trilogy is een muziekalbum van Rick Wakeman.
Wakeman heeft gedurende zijn muzikale loopbaan een aantal muziekalbums gewijd aan new-agemuziek. De (relatief) bekendste daarvan is de Sun Trilogy met Aspirant Sunset, Aspirant Sunrise en Aspirant Sunshadows. Van deze trilogie, die ook los werd uitgebracht, werden er 300.000 verkocht. In 1997 vond Wakeman de tijd rijp voor een tweede serie, die niet los werd uitgebracht maar in de driedelige cd-reeks The Natural World Trilogy. Inspiratie vond Wakeman in de natuur.

## Musici
- Rick Wakeman – toetsinstrumenten

## Tracklist
| Nr. | Titel              | Duur |
| --- | ------------------ | ---- |
| 1.  | The snow leopard   | 7:14 |
| 2.  | Tuatara            | 7:17 |
| 3.  | The desert lizard  | 8:00 |
| 4.  | The pond skater    | 7:40 |
| 5.  | Lacemakers         | 6:31 |
| 6.  | The salamander     | 5:54 |
| 7.  | Chameleons         | 7:13 |
| 8.  | The Christmas Wren | 6:14 |
| 9.  | The chrysalis      | 5:10 |

| Nr. | Titel                                      | Duur |
| --- | ------------------------------------------ | ---- |
| 1.  | The spider crab                            | 6:26 |
| 2.  | Sea green turtles                          | 9:11 |
| 3.  | The corel reef (spelfout in Engelse titel) | 6:29 |
| 4.  | Sea Urchins                                | 8:50 |
| 5.  | Angel falls                                | 6:01 |
| 6.  | The Minerva Terraces                       | 6:23 |
| 7.  | Mono Lake                                  | 7:58 |
| 8.  | The sun dew                                | 5:23 |
| 9.  | The “Queen of Gems”                        | 4:34 |

| Nr. | Titel                                 | Duur |
| --- | ------------------------------------- | ---- |
| 1.  | Pacific paradise                      | 8:13 |
| 2.  | The Olgas                             | 7:19 |
| 3.  | The tower of Guilin                   | 7:42 |
| 4.  | Teneya Creek                          | 6:28 |
| 5.  | The Laguna Colorado                   | 6:48 |
| 6.  | The Alpine Snowbell                   | 5:34 |
| 7.  | Mitre Peak                            | 5:06 |
| 8.  | Pammukale (spelfout in Engelse titel) | 8:06 |
| 9.  | The Painted Desert                    | 5:13 |